# 곡률광

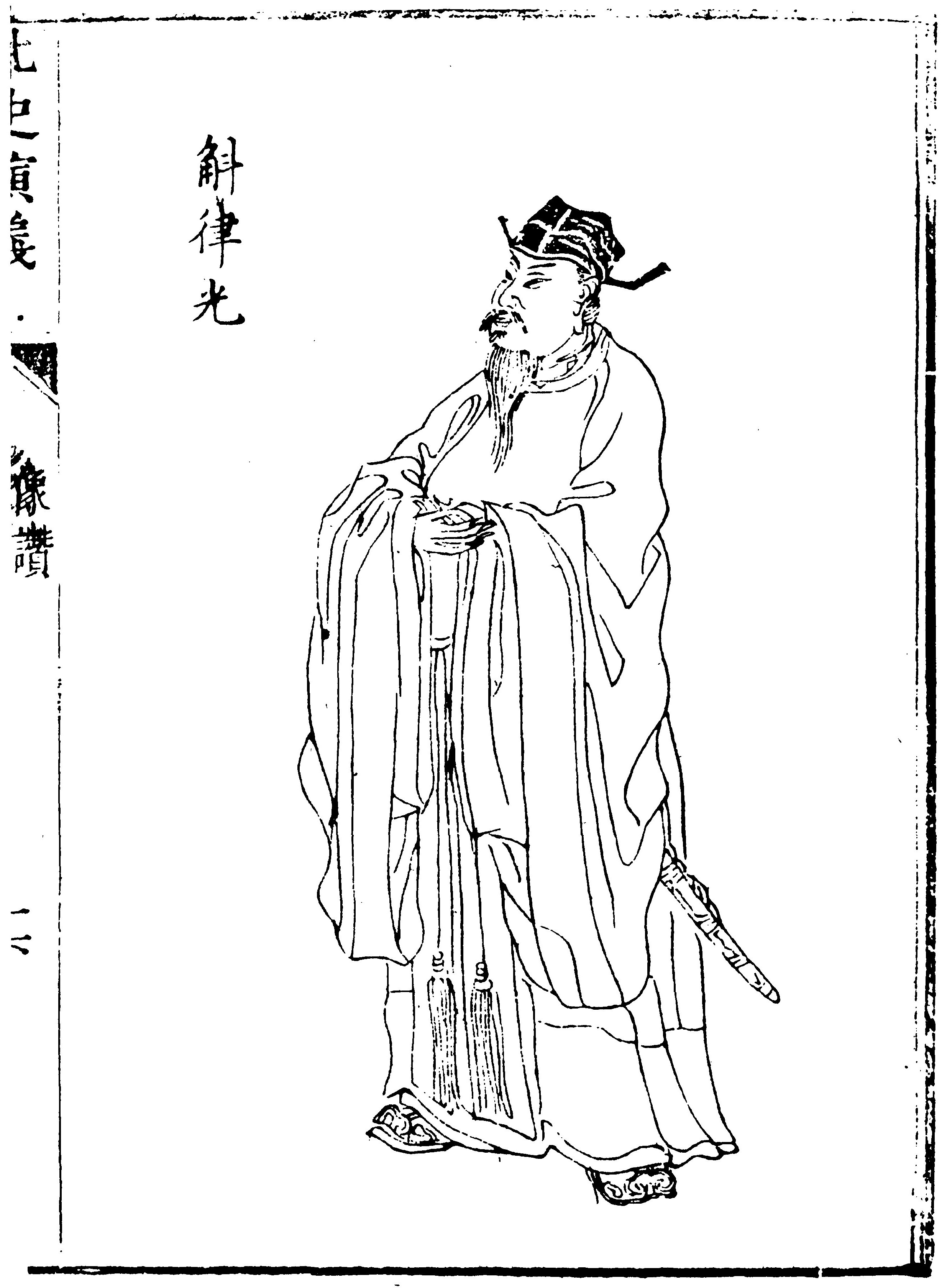
곡률 광

곡률광(斛律光, 515년 ~ 572년)은 중국 남북조시대 북위, 동위, 북제의 무장이다. 자는 명월(明月), 삭주 철륵부(鐵勒部) 출신이다.

## 생애
무장 곡률금(斛律金)의 장남으로서 태어났다. 531년 아버지를 따라서 북주를 정벌하러 갔고, 첫 출전에서 우문태(宇文泰)의 장수를 사로잡는 전공을 올렸다. 고환(高歓)에게 인정 받고, 도독으로 발탁됐다. 고징(高澄)이 세자가 되면서, 곡률광은 친신도독(親信都督), 정로장군(征虜將軍), 위장군(衛將軍)이 되었다. 547년 영락현자(永樂縣子)로 책봉되었다.
550년 북제가 건국되자 개부의동삼사(開府儀同三司)와 서안현자(西安縣子)로 임명되었다. 552년 고양에 따라서 고막해로 쳐들어갔고, 전공을 얻고 개선하면서 진주자사(晋州刺史)로 임명되었다. 556년 보병과 기병 5000명을 이끌고 천주(天柱), 신안(新安), 우두(牛頭)등 3곳을 함락하고, 북주의 장수 왕경준(王敬儁)을 물리치고 개선하였다. 558년, 북주의 강천, 백마, 회교, 익성등 4곳을 빼앗았다. 삭주자사(朔州刺史)로 임명되었다. 559년, 특진개부의동삼사(特進開府儀同三司)가 되었다. 2월, 기병 1만을 이끌고 북주의 장수 조회공(曹迴公)을 공격하여 사로잡고, 처형하였다. 백곡성주(栢谷城主) 설우생(薛禹生)이 성을 버리고 달아나자 곡률광은 문후진(文侯鎭)을 차지하였고 울타리를 세우고 방어를 하고 돌아왔다. 그 뒤에 병주자사가 되었다.
560년 거록군공(鉅鹿郡公)이 되었다. 낙릉왕(樂陵王) 고백년(高百年)이 황태자가 되자, 곡률광의 장녀를 태자비로 삼았다. 561년 곡률광은 상서우복야(尙書右僕射)가 되었고, 중산군(中山郡)을 식읍을 삼게 하였다. 562년 태자태보(太子太保)에 임명되었다. 563년 4월 보병과 기병 2만명을 이끌고 훈장성(勲掌城) 지관(軹關) 서쪽에 축조하였고, 장성 200리를 쌓았다. 564년 1월, 북주의 달해성흥(達奚成興)이 평양(平陽)을 침공하자, 곡률광은 보기 3만명을 이끌고 방어를 하였다. 달해성흥은 곡률광이 방어를 한 것을 알고 철수했다. 곡률광은 북쪽으로 추격하였고, 반대로 북주의 국경에 들어가 2000여명을 잡아 귀환했다. 3월 사도(司徒)가 되었다. 4월, 북방의 돌궐족을 토벌하였다. 이 해 겨울, 북주 무제가 울지형(尉遅迥), 우문헌(宇文憲), 가질웅(可叱雄)등 장수들에게 10만 대군을 이끌게 하여 낙양을 공격했다. 곡률광은 기병 5만을 이끌고 요격하여 북망산에서 싸우고, 울지형의 군대를 격파하였다. 이때 곡률광은 가질웅을 사살하였다. 그 공으로 태위가 되었다. 그의 차녀가 태자비가 되었다, 565년에 그녀가 북제 후주의 황후가 되었다. 그 해 곡률광은 대장군으로 승진하였다. 567년 6월 아버지가 돌아가셔서 관직에 물러났지만, 같은 달에 곡률광은 동생 곡률선(斛律羨)과 함께 복귀했다. 가을에는 돌아가신 아버지의 함양왕(咸陽王) 작위를 계승하였다. 무덕군공(武德郡公)으로 책봉으로 조주(趙州)를 식읍을 삼게 되었다. 태부로 승진하였다.
12월, 북주가 낙양을 포위하기 위해 북제의 양도(糧道)를 차단을 시도했다. 570년 1월 곡률광은 보병과 기병 3만명을 이끌고 북주의 장수 우문걸(宇文桀), 양사언(梁士彦), 양경흥(梁景興)을 녹로교로(鹿盧交道)에서 이들을 물리쳤다. 의양(宜陽)에 있었던 북주의 제국공(齊國公) 우문헌(宇文憲)과 100일 동안 대치하고, 그 동안에 통관(統關), 풍화(豊化) 지역에 성을 건축하였다. 군을 돌리고 안업(安鄴)에서 우문헌이 추격해 왔고, 곡률광은 기병을 이끌고 이를 격파했다. 양낙도(梁洛都), 양경흥, 양사언의 군대를 다시 물리치고, 양경흥을 잡아 처형하였다. 우승상(右丞相)과 병주자사가 되었다. 그 해 겨울에는 5만명을 이끌고 옥벽(玉壁)에 화곡(華谷)과 용문(龍門) 지역에 성을 쌓고, 우문헌의 군대와 대치했으나 우문헌은 움직이지 않았다. 곡률광은 군대를 이끌고 정양(定陽)을 포위하였고 남분성(南汾城)을 쌓았다.
571년 평롱, 위벽, 통융등 여러 지역에 진지 13곳을 건설하였다. 북주의 장수 보둔위(普屯威), 위효관(韋孝寛)이 평룽으로 진입하자 곡률광은 분수(汾水) 북쪽에서 전투하였고, 곡률광은 이를 격파하였다. 이 공으로 중산군공(中山郡公)이 되었다. 군을 돌리고, 보기 5만명을 이끌고 평양도(平陽道)로 나가서 요양, 백정 2개의 성을 함락시켰고, 성주와 장수 9명을 생포하고, 수천명의 포로를 얻었다. 장락군공(長樂郡公)으로 책봉을 받았다. 북주가 의양을 포위하자 곡률광은 5만명을 이끌고 성 아래에서 전투가 일어났고, 이에 물리쳤다. 이 전공으로 좌승상이 되었다.
이 때 곡률광은 조정(祖珽)이 거만을 부리자, 그를 헐뜯었다. 목제파(穆提婆)가 그의 자식에게 혼인을 요청하지만 거절 당하자, 조정과 목제파에게 원한을 샀다. 북주의 장수 위효관은 곡률광의 명성이 높아지는 것을 싫어하였고, 유언비어를 만들었고 북제의 수도 업(鄴)에 간첩을 보내어 유언비어를 유포하였다. 덩달아 조정과 목제파는 곡률광의 모반을 꾸미고 있다고, 무고를 하였다. 572년 7월 곡률광은 모반음모죄로 처형되었다.
1. ↑  복성